# Leptogaster antiquaria
Leptogaster antiquaria là một loài ruồi trong họ Asilidae. Leptogaster antiquaria được Martin miêu tả năm 1964.